# همبرغر

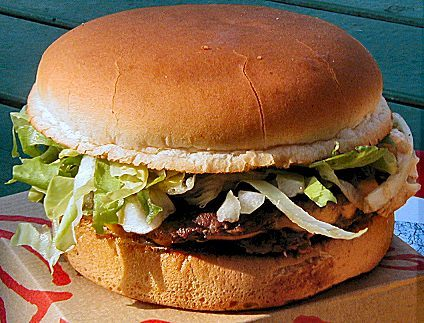
الهامبرغر كثيرا ما يحتوي على اللحم والبصل والخس وغيرها.

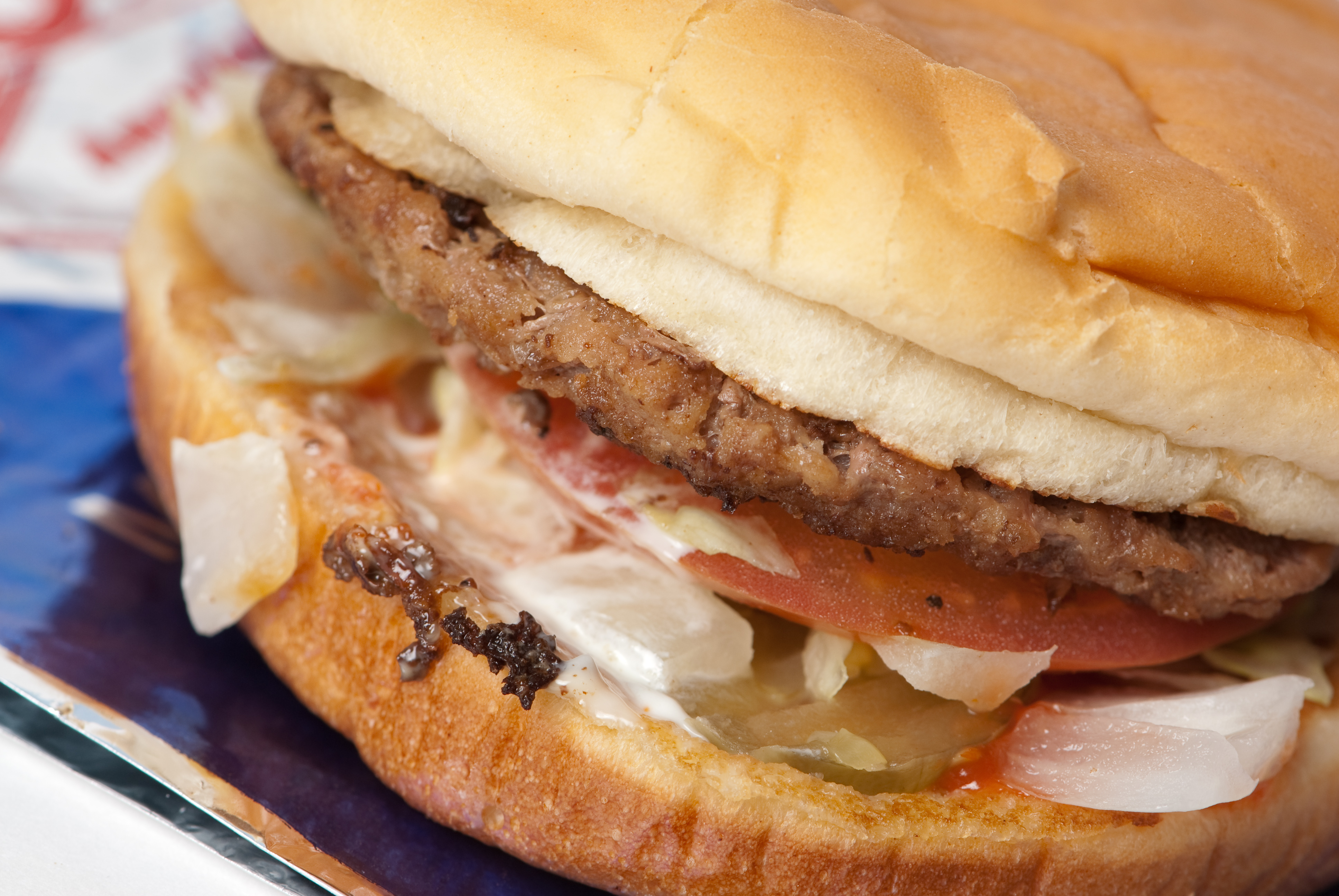
الهامبرجر هي الوجبة الأكثر مبيعا عند مطاعم الوجبات السريعة.

الهَمْبُرْغَر أو الهامبرغر أو الهَمْبُورْغِيَّة (بالألمانية: Hamburger) أكلة كثيراً ما تعد من الوجبات السريعة وقد انتشرت بسرعة في كل أنحاء العالم حتى أصبحت من وجبات العولمة، تتكون من ساندويتش من اللحم أو الدجاج بالإضافة إلى الكاتشاب والمايونيز والخضار، ويأكل معها البطاطا المقلية والمشروبات الغازية مثل البيبسي والكوكاكولا. ساهمت بعض المطاعم الأمريكية في نشرها من أبرزها: ماكدونالدز، برجر كنج كنتاكي فرايد تشكن، هارديز، وباتت هذه المطاعم من المطاعم التي لا تخلو منها مدينة ولا عاصمة في كل العالم.

## سبب التسمية
نسبة إلى مدينة هامبورغ الألمانية حيث كان يقدم منذ مئات السنين الرغيف الصغير وبداخلها قطعة لحم دائرية وبذلك نسبت إلى اسم هذه المدينة. وعلى هذا الأساس طرح المجمع العلمي العراقي تعريبه إلى همبركية.
تبدأ القصة بظهور مبدأ اللحم المفروم أثناء الاجتياح المغولي تحت قيادة الإمبراطور المنغولي جنكيز خان حيث أن الجيوش العسكرية كانت كثيرة التنقل ومعسكراتها دائما منتقلة ولا وقت لديهم للطبخ مما اضطرهم لإيجاد وجبات تأكل بيد واحدة أثناء التنقل على الخيول ففكروا بأخذ قطع اللحم البقري أو الغنم ووضعها تحت الأسرجة لتلين وتنفرم ومن ثم أكلها نيئة (بدون طبخ).
أثناء الاجتياح المغولي لروسيا انتقلت هذه الوجبة إلى قائمة الطعام بالمطاعم الروسية باسم (ستيك الترتار) تيمنا بجيوش الترتار المغولية.
في بدايات القرن السابع عشر الميلادي كانت السفن الألمانية تنتقل من ميناء هامبورغ الألماني إلى الموانئ الروسية فأخذوا هذه الوجبة إلى مدينة هامبورغ الألمانية بنفس الاسم (ستيك الترتار).
في القرن الثامن عشر والتاسع عشر كانت حركة الملاحة كثيرة بين ميناء هامبورغ الألماني وميناء نيويورك، ففتحت الأكشاك الصغيرة في ميناء نيويورك لتقدم هذه الوجبة باسم (ستيك هامبورغ) وذلك لاجتذاب البحارة الألمانيين القادميين من هامبورغ.
طبعا (ستيك هامبورغ) كان مختلفا فكان قطعة من اللحم المفروم المدخن والنيء ويقدم مع البصل وقطع الخبز المفتت.
بعد ذلك بفترة بدأ تقديم هذه الوجبة بنفس المكونات لكن بعد وضعها في الزيت المقلي.
لكن ماذا عن الهمبورجر الذي نراه اليوم...
هناك جدل كبير وقصص كثيرة عن كيفية تحول هذه الوجبة إلى الهمبورجر الحالي...وهذه أشهرها:
1. عام 1885-م عائلة المنشيز من سكان حي هامبورغ، نيويوك وكانوا يملكون كشك لسندويتش السجق وفي إحدى الكرنفالات في نفس الحي نفذ لديهم المخزون من السجق فاستبدوله مباشرة باللحم المفروم ومن ثم اطلقوا مسمى (الهامبورغر) على هذا السندويش الجديد وذلك تيمنا بموقع الكرنفال.
2. وفي عام 1885-م تشارلي نجرين – أطلق تشارلي مسمى الهمبرجر على سندويش أعده من كرات اللحم المفروم وسط قطعتين من الخبز وذلك تيمنا بطبق ستيك هامبورغ.
3. لويس لاسن (ولاية كونتكت) في عام 1895-م أول من فكر يتقديم اللحم المفروم بين الخبز وقد أطلق اسم هامبورغر علية أحد الجنود الالمان وذلك لشبهه بطبق ستيك هامبورغ.
4. أوسكار وابر بلبي (ولاية أوكلاهوما) – وهي الرواية الأقوى بأنه ابتكر الهامبورغر بشكله الحالي يوم الاستقلال من عام 1891 م حيت تم طبخ لحم المفروم على الشواية ووضعه بين قطع الخبز.

مهما كانت القصة، فالاسم بالتأكيد مأخوذ من مدينة هامبورغ الألمانية وليس من من كلمه (هام) وهي الخنزير كما يزعم البعض في العالم العربي.
بعدها انتقل الهامبورغر إلى المطاعم وأول المطاعم التي قدمت الهبرجر بشكل تجاري وبكميات كان الوايت كاسل (عام 1921 م) وكان يقدم باسم (سيلزبيري) وهو موجود حتى اليوم ومن ثم الاخوان ماكدونالدز (عام 1940 م) حيث ابتكروا نظام الخدمة السريعة حين كانت الأساس لمطاعم الخدمة السريعة بعد ذلك والأساس لإمبراطورية ماكدونالدز، و فتحت شركة ماكدونالدز (جامعة الهمبورجر) في عام 1961 م.

## أشهر المطاعم التي تقدم الهامبرجر
مطاعم الهمبورجر اليوم في كل مكان وأشهرها من حيث ارقام المبيعات والإقبال هي ماكدونالدز، برجر كنج، ونديز، هارديز، أي اند دبليو، روجورز وفدركرز.